# Ulrich Coersmeier

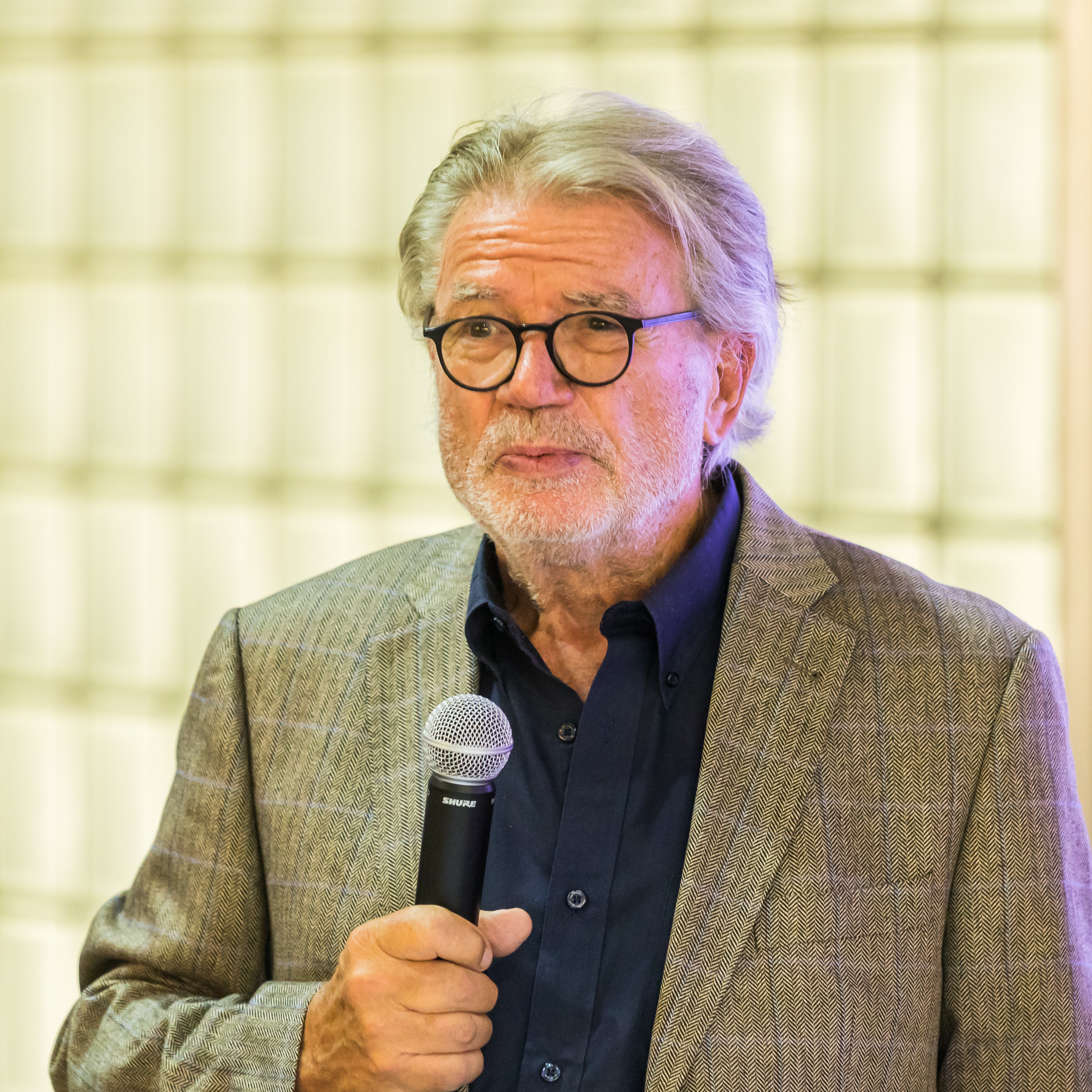
Ulrich Coersmeier

Ulrich Coersmeier (* 1941 in Köln) ist ein deutscher Architekt.

## Leben
Coersmeier studierte von 1962 bis 1969 Architektur an der RWTH Aachen. Während des Studiums war er im Büro und am Lehrstuhl von Gottfried Böhm tätig. Nach dem Studium war er freier Mitarbeiter im Kölner Architekturbüro Fritz Schaller, mit der er eine Arbeitsgemeinschaft zusammen mit Stephan E. Goerner bildete. 1971 wurde er Mitbegründer der dt8-Planungsgruppe und hatte ab 1985 dort ein eigenes Büro.
1985 eröffnete er sein eigenes Büro in Rodenkirchen. Im Folgejahr wurde er Entwurfsprofessor mit Lehrgebiet Innenraumgestaltung an der RWTH Aachen. In den 1990er Jahren entstanden Zweigbüros in Aachen, Berlin und Leipzig.
Coersmeier gewann den nicht realisierten Wettbewerb um die Überbauung der Kölner Nord-Süd-Fahrt, was später in Teilen von Renzo Piano mit dem Weltstadthaus wieder aufgegriffen wurde. Für die Architektur und das Design des KennedyHauses, das laut des Investors, zu den architektonisch gelungensten Bürobauten in Düsseldorf zählt, bekam er im Jahr 2005 zusammen mit einem weiteren Architekturbüro den deutschen Architekturpreis verliehen. Als Architekt stammen von ihm Sozialbauten, wie das Jüdische Wohlfahrtszentrum und der Anbau an die Antoniterkirche, sowie Geschäfts- und Bürobauten, wie die der Hauptverwaltungen von Klosterfrau und dem Energieversorger Rhenag Rheinische Energie. Außerdem war er in Köln für die Gestaltung des U-Bahnhofes Heumarkt verantwortlich. Das Bauwerk wurde auf einer Sonderbriefmarke gewürdigt.

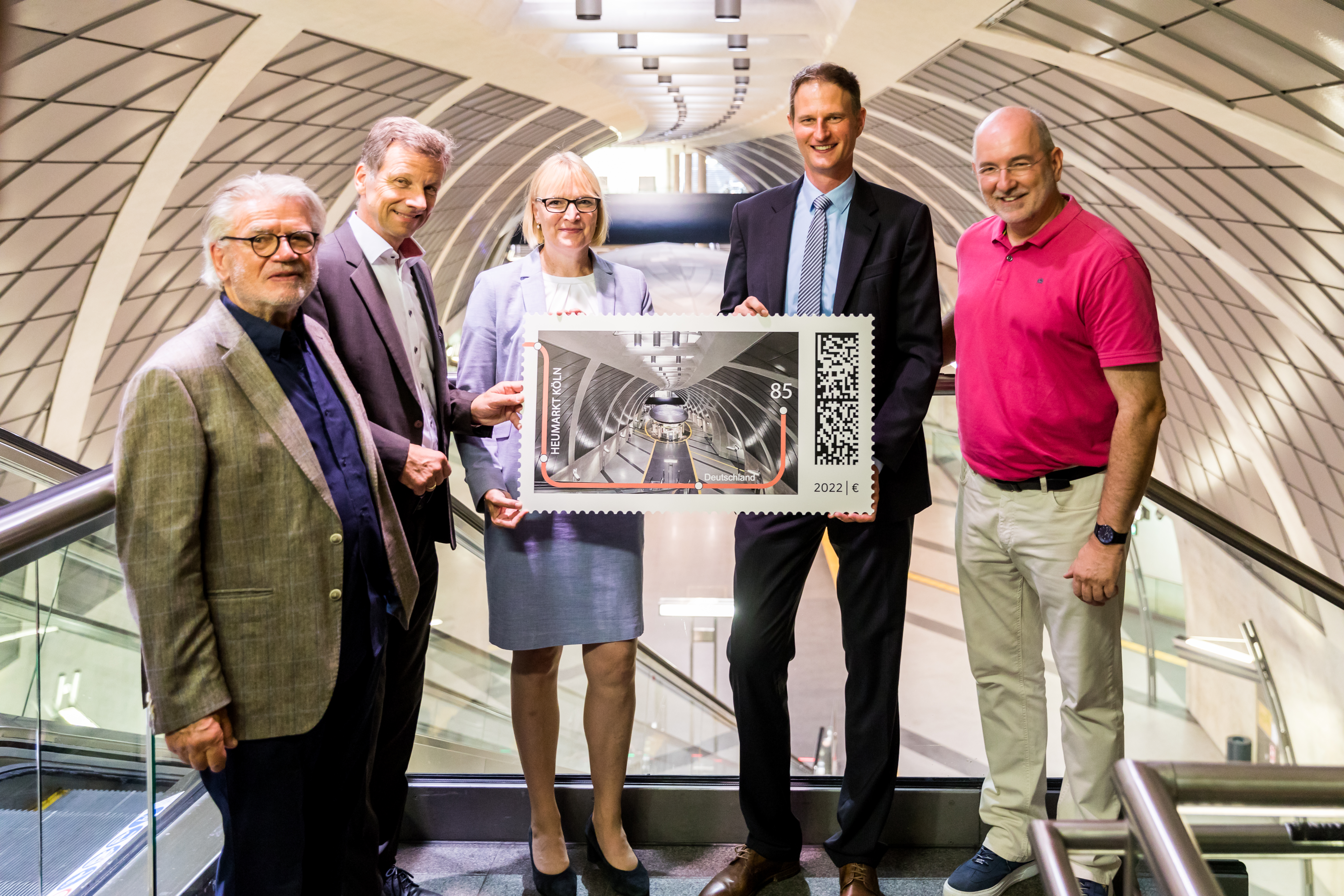
Ulrich Coersmeier (li.) bei der Vorstellung der Sonderbriefmarke „Heumarkt“-0860

## Auszeichnungen (Auswahl)
- 1973 Förderpreis des Landes NRW für Architektur/Stadtplanung/Design[1]
- 1975 DEUBAU-Preis für »Arbeiten zur praktischen Erprobung der Nutzerbeteiligung am Arbeitsprozess«[1]
- 1975 Internationaler Architekturpreis des »Institute nat. du logement« (Anerkennung)[1]
- 1982 Deutscher Städtebaupreis als Teil der dt8 Planungsgruppe[5]
- 1982 Walter-Hesselbach-Preis[1]
- 1984 1. und 3. Preis des Bundesbauministers für preiswerte Eigentumswohnungen[1]
- 1985 Architekturpreis Beton[1]
- 1990 Auszeichnung vorbildlicher Bauten in Nordrhein-Westfalen im Wettbewerb der Architektenkammer Nordrhein-Westfalen[1]
- 1990 Design-Preis[1]
- 1995 Deutscher Architekturpreis (Anerkennung)[6] mit Schaller und  HPP[7]
- 2004 Deutscher Bauherrenpreis[8]